# سومی-یوشینو
سُومِی-یوشینو (به ژاپنی: 染井吉野 Somei-yoshino) با (نام علمی:  Prunus × yedoensis) یک نوع درخت ساکورا است که از پیوند ادوهیگان و گیلاس اوشیما به وجود آمده‌است. سومی-یوشینو یکی از انواع ساکورای باغی یا ساتو-زاکورا است. گل این درخت در حال حاضر یکی از محبوب‌ترین ساکوراهاست که به‌طور وسیع کشت می‌شود. شکوفهٔ درخت سُومِی-یوشینو در سال ۱۹۸۴ میلادی به عنوان گل سمبل توکیو انتخاب شد.
این درخت کوچک برگریز است که ارتفاع درخت بالغ آن به ۵ تا ۱۲ متر (به ندرت ۱۵ متر) می‌رسد. مهم‌ترین ویژگی سومی-ساکورا شکوفایی شکوفهٔ درخت قبل از سبز شدن برگ‌ها است. شکوفهٔ آن هنگام باز شدن ۵ گلبرگ سفید رنگ دارد که به مرور رنگ آن به صورتی رنگ پریده تغییر پیدا می‌کند و معطر است. پنج یا شش گل شکوفه به شکل خوشه‌ای باهم رشد می‌کنند. میوهٔ آن، گیلاس کوچکی است که بین ۵ تا ۱۰ میلی‌متر قطر دارد، میوهٔ آن منبع مهمی از نظر مواد غذایی برای بسیاری از پرندگان و پستانداران کوچک است. میوه حاوی گوشت کم و آب قرمز بسیار غلیظی است، که می‌تواند لباس و آجر را لکه‌دار کند. افزایش این درخت به‌طور طبیعی و از راه دانه نیست بلکه تنها به‌وسیلهٔٔ قلمه و به دست انسان تعداد آن افزایش می‌یابد. نزدیک به ۱۰۰ گونه و زیرگونه از درخت سُومِی-یوشینو شناسایی شده‌است. برای دوستی بین آمریکا و ژاپن، سُومِی-یوشینو از بین درختان ساکورا انتخاب و به آمریکا فرستاده شده‌است.

## نگارخانه

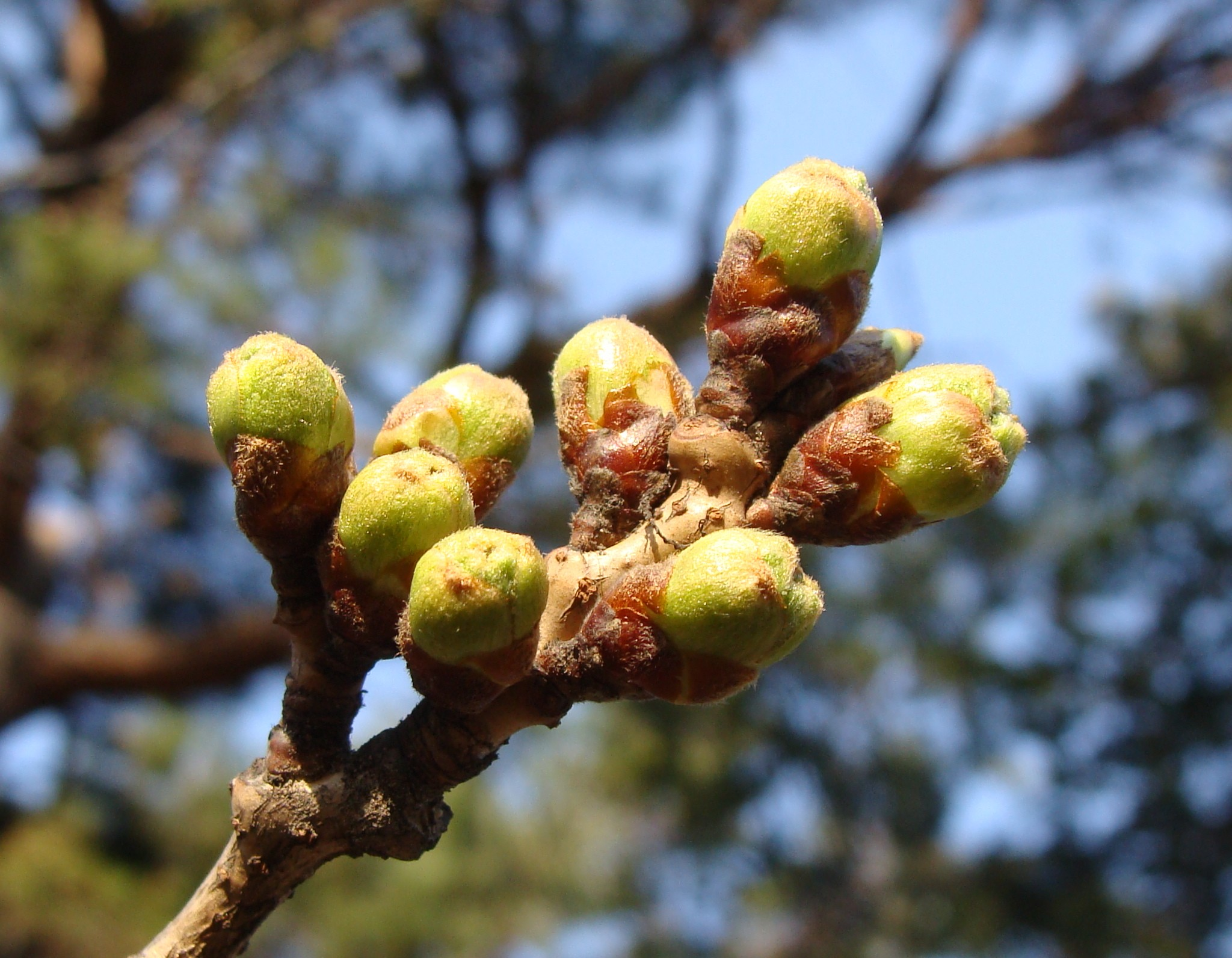
غنچهٔ ساکورای سُومِی-یوشینو
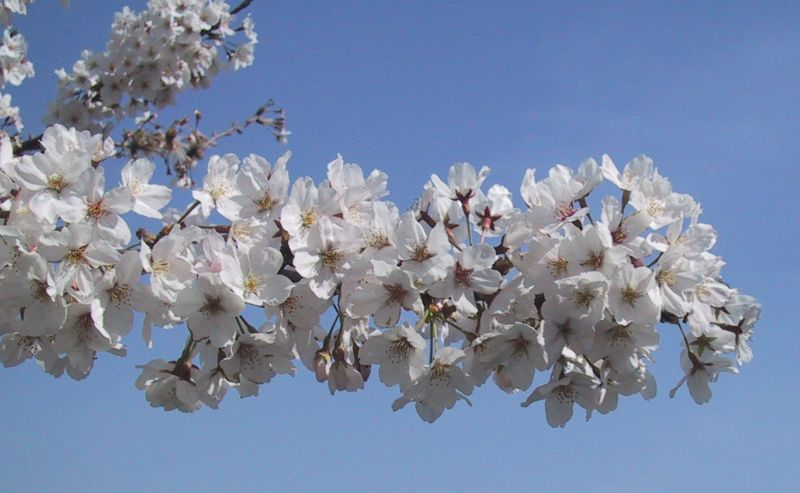
ساکورای باز سُومِی-یوشینو